# Liste der Landtagswahlkreise in Nordrhein-Westfalen 2000–2005
Diese Liste der Landtagswahlkreise in Nordrhein-Westfalen 2000 enthält die Wahlkreise für die Wahl zum Landtag Nordrhein-Westfalen im Jahre 2000.
Die Wahlkreiseinteilung wurde seit der Gründung des Landes im Jahre 1946 mehrfach geändert. Zur Landtagswahl 2000 wurde die Wahlkreiseinteilung von Nordrhein-Westfalen im Wahlkreisgesetz vom 24. April 1995 festgelegt. Es fanden jedoch nachträglich einige geringfügige Änderungen statt.
Die Neueinteilung der Wahlkreise hatte zur Folge, dass sich die Gebiete vieler Wahlkreise teils erheblich veränderten. Die Verteilung auf die Regierungsbezirke änderte sich im Vergleich zur Landtagswahl 1995, sodass der Regierungsbezirk Düsseldorf zwei Wahlkreise verlor, die der Regierungsbezirk Köln hinzugewann.

## Anzahl der Wahlkreise nach Regierungsbezirk
| Land                        | Wahlkreise 2000 | Nummerierung |
| --------------------------- | --------------- | ------------ |
| Regierungsbezirk Köln       | 34              | 1–34         |
| Regierungsbezirk Düsseldorf | 46              | 35–80        |
| Regierungsbezirk Münster    | 21              | 81–101       |
| Regierungsbezirk Detmold    | 17              | 102–118      |
| Regierungsbezirk Arnsberg   | 33              | 119–151      |
| Nordrhein-Westfalen         | 151             | 1–151        |

## Wahlkreise mit Gebietsbeschreibung
| Nr.                         | Wahlkreis                                      | Gebiet |
| --------------------------- | ---------------------------------------------- | --- |
| Regierungsbezirk Köln       |                                                | |
| 1                           | Aachen I                                       | Stadtbezirke Aachen-Mitte (nördl. Teil), Laurensberg, Richterich und Haaren |
| 2                           | Aachen II                                      | Stadtbezirke Aachen-Mitte (südl. Teil), Brand, Eilendorf und Kornelimünster/Walheim |
| 3                           | Kreis Aachen I                                 | Alsdorf (teilweise), Baesweiler, Herzogenrath, Würselen (teilweise) |
| 4                           | Kreis Aachen II                                | Eschweiler sowie Teile von Alsdorf, Stolberg und Würselen |
| 5                           | Kreis Aachen III – Euskirchen I                | Vom Kreis Aachen die Gemeinden Monschau, Roetgen, Simmerath, Stolberg (teilweise), vom Kreis Euskirchen die Gemeinden Bad Münstereifel, Blankenheim, Dahlem, Hellenthal, Nettersheim und Schleiden |
| 6                           | Euskirchen II                                  | Euskirchen, Kall, Mechernich, Weilerswist, Zülpich |
| 7                           | Heinsberg I                                    | Heinsberg, Gangelt, Geilenkirchen, Selfkant, Übach-Palenberg, Waldfeucht |
| 8                           | Heinsberg II                                   | Erkelenz, Hückelhoven, Wassenberg, Wegberg |
| 9                           | Düren I                                        | Jülich, Aldenhoven, Inden, Langerwehe, Linnich, Merzenich, Niederzier, Nörvenich, Titz, Vettweiß                                                                                                   |
| 10                          | Düren II                                       | Düren, Heimbach, Hürtgenwald, Kreuzau, Nideggen |
| 11                          | Erftkreis I                                    | Bedburg, Elsdorf, Kerpen |
| 12                          | Erftkreis II                                   | Bergheim, Pulheim |
| 13                          | Erftkreis III                                  | Frechen, Hürth |
| 14                          | Erftkreis IV                                   | Brühl, Erftstadt, Wesseling |
| 15                          | Köln I                                         | Stadtbezirk Innenstadt ohne den Wahlbezirk Neustadt-Süd I |
| 16                          | Köln II                                        | Stadtbezirk Rodenkirchen, vom Stadtbezirk Innenstadt der Wahlbezirk Neustadt-Süd I |
| 17                          | Köln III                                       | Stadtbezirk Lindenthal |
| 18                          | Köln IV                                        | Stadtbezirk Ehrenfeld, vom Stadtbezirk Nippes die Stadtteile Nippes und Bilderstöckchen |
| 19                          | Köln V                                         | Stadtbezirk Chorweiler, vom Stadtbezirk Nippes die Stadtteile Mauenheim, Riehl, Niehl, Weidenpesch und Longerich                                                                                   |
| 20                          | Köln VI                                        | Stadtbezirk Porz |
| 21                          | Köln VII                                       | Stadtbezirk Kalk |
| 22                          | Köln VIII                                      | Stadtbezirk Mülheim |
| 23                          | Leverkusen I                                   | Von Leverkusen die Stadtbezirke I und III |
| 24                          | Leverkusen II – Rheinisch-Bergischer Kreis I   | Von Leverkusen der Stadtbezirk II, vom Rheinisch-Bergischen Kreis Burscheid und Leichlingen (Rheinland)                                                                                            |
| 25                          | Rheinisch-Bergischer Kreis II                  | Kürten, Odenthal, Overath, Rösrath, Wermelskirchen |
| 26                          | Rheinisch-Bergischer Kreis III                 | Bergisch Gladbach |
| 27                          | Oberbergischer Kreis I                         | Gummersbach, Hückeswagen, Lindlar (teilweise), Marienheide, Radevormwald, Wipperfürth |
| 28                          | Oberbergischer Kreis II                        | Bergneustadt, Engelskirchen, Lindlar (teilweise), Morsbach, Nümbrecht, Reichshof, Waldbröl, Wiehl                                                                                                  |
| 29                          | Rhein-Sieg-Kreis I                             | Hennef, Eitorf, Lohmar, Much, Neunkirchen-Seelscheid, Ruppichteroth, Windeck |
| 30                          | Rhein-Sieg-Kreis II – Bonn I                   | Vom Rhein-Sieg-Kreis die Gemeinden Bad Honnef, Königswinter und Sankt Augustin, von Bonn der Stadtbezirk Beuel (südl. Teil)                                                                        |
| 31                          | Rhein-Sieg-Kreis III                           | Alfter, Bornheim, Meckenheim, Rheinbach, Swisttal, Wachtberg |
| 32                          | Rhein-Sieg-Kreis IV                            | Vom Rhein-Sieg-Kreis Troisdorf, Siegburg und Niederkassel |
| 33                          | Bonn II                                        | Stadtbezirke Bonn (nördl. Teil) und Beuel (nördl. Teil) |
| 34                          | Bonn III                                       | Stadtbezirke Bonn (südl. Teil), Hardtberg und Bad Godesberg |
| Regierungsbezirk Düsseldorf |                                                | |
| 35                          | Wuppertal I                                    | Stadtbezirke Elberfeld, Cronenberg und Elberfeld-West (teilweise) |
| 36                          | Wuppertal II                                   | Stadtbezirke Barmen und Uellendahl-Katernberg |
| 37                          | Wuppertal III                                  | Stadtbezirke Oberbarmen, Heckinghausen, Langerfeld-Beyenburg und Ronsdorf |
| 38                          | Solingen I – Wuppertal IV                      | Von Solingen die Stadtbezirke Wald, Gräfrath (teilweise) und Ohligs/Aufderhöhe/Merscheid (teilweise), von Wuppertal die Stadtbezirke Vohwinkel und Elberfeld-West (teilweise)                      |
| 39                          | Solingen II                                    | Von Solingen die Stadtbezirke Mitte, Burg/Höhscheid, Gräfrath (teilweise) und Ohligs/Aufderhöhe/Merscheid (teilweise)                                                                              |
| 40                          | Remscheid                                      | Remscheid |
| 41                          | Mettmann I                                     | Langenfeld, Monheim und Hilden (südl. Teil) |
| 42                          | Mettmann II                                    | Erkrath, Haan, Hilden (nördl. Teil) und Mettmann |
| 43                          | Mettmann III                                   | Ratingen und Heiligenhaus |
| 44                          | Mettmann IV                                    | Velbert und Wülfrath |
| 45                          | Düsseldorf I                                   | Stadtbezirke 5, 6 und 7 |
| 46                          | Düsseldorf II                                  | Stadtbezirke 2 und 8 |
| 47                          | Düsseldorf III                                 | Stadtbezirk 3 |
| 48                          | Düsseldorf IV                                  | Stadtbezirke 9 und 10 |
| 49                          | Düsseldorf V                                   | Stadtbezirke 1 und 4 |
| 50                          | Neuss I                                        | Neuss (nördlicher Teil) |
| 51                          | Neuss II                                       | Neuss (südlicher Teil), Dormagen |
| 52                          | Neuss III                                      | Grevenbroich, Rommerskirchen, Jüchen |
| 53                          | Neuss IV                                       | Meerbusch, Kaarst, Korschenbroich |
| 54                          | Mönchengladbach I                              | Stadtbezirke Rheydt-West, Rheydt-Mitte, Volksgarten (teilweise), Odenkirchen, Giesenkirchen und Wickrath                                                                                           |
| 55                          | Mönchengladbach II                             | Stadtbezirke Stadtmitte, Rheindahlen, Volksgarten (teilweise), Hardt und Neuwerk |
| 56                          | Krefeld I                                      | Stadtbezirke West, Mitte, Süd und Fischeln |
| 57                          | Krefeld II                                     | Stadtbezirke Nord, Hüls, Oppum-Linn, Ost und Uerdingen |
| 58                          | Viersen I                                      | Viersen, Schwalmtal, Tönisvorst (teilweise), Willich |
| 59                          | Viersen II                                     | Kempen, Brüggen, Grefrath, Nettetal, Niederkrüchten, Tönisvorst (teilweise) |
| 60                          | Kleve I                                        | Geldern, Goch (teilweise), Issum, Kalkar, Kerken, Kevelaer, Rheurdt, Straelen, Uedem, Wachtendonk, Weeze                                                                                           |
| 61                          | Kleve II                                       | Kleve, Bedburg-Hau, Emmerich, Goch (teilweise), Kranenburg, Rees |
| 62                          | Wesel I                                        | Rheinberg, Sonsbeck, Alpen, Kamp-Lintfort, Neukirchen-Vluyn |
| 63                          | Wesel II                                       | Wesel, Hamminkeln, Schermbeck, Xanten |
| 64                          | Wesel III                                      | Voerde, Dinslaken, Hünxe |
| 65                          | Wesel IV                                       | Moers |
| 66                          | Duisburg I                                     | Stadtbezirk Süd sowie Wanheimerort |
| 67                          | Duisburg II                                    | Stadtbezirk Mitte ohne Wanheimerort |
| 68                          | Duisburg III                                   | Stadtbezirke Rheinhausen und Homberg/Ruhrort/Baerl |
| 69                          | Duisburg IV                                    | Stadtbezirke Meiderich-Beeck sowie Neumühl |
| 70                          | Duisburg V                                     | Stadtbezirke Walsum und Hamborn (ohne Neumühl) |
| 71                          | Oberhausen I                                   | Stadtbezirke Sterkrade und Osterfeld |
| 72                          | Oberhausen II                                  | Stadtbezirk Alt-Oberhausen |
| 73                          | Mülheim I                                      | Stadtbezirke Linksruhr und Rechtsruhr-Nord (teilweise) |
| 74                          | Mülheim II – Essen VII                         | Von Mülheim an der Ruhr die Stadtbezirke Rechtsruhr-Süd und Rechtsruhr-Nord (teilweise), von Essen die Stadtteile Haarzopf und Schönebeck                                                          |
| 75                          | Essen I                                        | Stadtbezirk III ohne Haarzopf |
| 76                          | Essen II                                       | Stadtbezirk IV ohne Schönebeck, vom Stadtbezirk V die Stadtteile Karnap und Vogelheim |
| 77                          | Essen III                                      | Stadtbezirk VI, vom Stadtbezirk V die Stadtteile Altenessen-Nord und Altenessen-Süd |
| 78                          | Essen IV                                       | Stadtbezirk VII vom Stadtbezirk I die Stadtteile Huttrop und Frillendorf |
| 79                          | Essen V                                        | Stadtbezirke I (ohne Huttrop und Frillendorf) und II |
| 80                          | Essen VI                                       | Stadtbezirke VIII und IX |
| Regierungsbezirk Münster    |                                                | |
| 81                          | Recklinghausen I                               | Recklinghausen |
| 82                          | Recklinghausen II                              | Castrop-Rauxel, Waltrop |
| 83                          | Recklinghausen III                             | Herten, Marl (teilweise) |
| 84                          | Recklinghausen IV                              | Datteln, Haltern, Oer-Erkenschwick |
| 85                          | Recklinghausen V                               | Dorsten (teilweise), Gladbeck |
| 86                          | Recklinghausen VI                              | Teile von Dorsten und Marl |
| 87                          | Gelsenkirchen I                                | Stadtbezirke Nord und West |
| 88                          | Gelsenkirchen II                               | Stadtbezirke Mitte (teilweise) und Ost |
| 89                          | Gelsenkirchen III                              | Stadtbezirke Mitte (teilweise) und Süd |
| 90                          | Bottrop                                        | Bottrop |
| 91                          | Borken I                                       | Bocholt, Borken, Isselburg, Rhede |
| 92                          | Borken II                                      | Ahaus, Gronau, Heek, Legden, Schöppingen, Stadtlohn, Vreden |
| 93                          | Coesfeld I – Borken III                        | Vom Kreis Coesfeld die Gemeinden Billerbeck, Coesfeld, Havixbeck, Rosendahl, vom Kreis Borken die Gemeinden Gescher, Heiden, Raesfeld, Reken, Südlohn, Velen                                       |
| 94                          | Coesfeld II                                    | Ascheberg, Dülmen, Lüdinghausen, Nordkirchen, Nottuln, Olfen, Senden |
| 95                          | Steinfurt I                                    | Steinfurt, Altenberge, Greven, Horstmar, Laer, Metelen, Neuenkirchen, Nordwalde, Ochtrup, Wettringen                                                                                               |
| 96                          | Steinfurt II                                   | Rheine, Emsdetten, Hörstel, Ladbergen, Saerbeck |
| 97                          | Steinfurt III                                  | Tecklenburg, Hopsten, Ibbenbüren, Lengerich, Lienen, Lotte, Mettingen, Recke, Westerkappeln |
| 98                          | Münster I                                      | Stadtbezirke Nord, Ost, West (nördl. Teil) und Mitte (nördl. Teil) |
| 99                          | Münster II                                     | Stadtbezirke Süd-Ost, Hiltrup, West (südl. Teil) und Mitte (südl. Teil) |
| 100                         | Warendorf I                                    | Warendorf, Beelen, Ennigerloh, Everswinkel, Oelde, Ostbevern, Sassenberg, Telgte |
| 101                         | Warendorf II                                   | Ahlen, Beckum, Drensteinfurt, Sendenhorst, Wadersloh |
| Regierungsbezirk Detmold    |                                                | |
| 102                         | Gütersloh I                                    | Langenberg, Rheda-Wiedenbrück, Rietberg, Schloß Holte-Stukenbrock, Verl |
| 103                         | Gütersloh II                                   | Gütersloh, Herzebrock-Clarholz |
| 104                         | Gütersloh III                                  | Borgholzhausen, Halle (Westf.), Harsewinkel, Steinhagen, Versmold, Werther |
| 105                         | Bielefeld I                                    | Stadtbezirke Schildesche, Dornberg, Jöllenbeck und Heepen ohne den Stadtteil Lämershagen |
| 106                         | Bielefeld II                                   | Stadtbezirke Mitte und Stieghorst |
| 107                         | Bielefeld III                                  | Stadtbezirke Brackwede, Sennestadt, Senne und Gadderbaum, vom Stadtbezirk Heepen der Stadtteil Lämershagen                                                                                         |
| 108                         | Herford I                                      | Enger, Herford, Hiddenhausen, Vlotho |
| 109                         | Herford II                                     | Bünde, Kirchlengern, Löhne, Rödinghausen, Spenge |
| 110                         | Minden-Lübbecke I                              | Espelkamp, Hüllhorst, Lübbecke, Preußisch Oldendorf, Rahden, Stemwede |
| 112                         | Minden-Lübbecke II                             | Bad Oeynhausen, Hille, Porta Westfalica |
| 111                         | Minden-Lübbecke III                            | Minden, Petershagen |
| 113                         | Lippe I                                        | Bad Salzuflen, Lage, Leopoldshöhe, Oerlinghausen |
| 114                         | Lippe II                                       | Barntrup, Blomberg, Dörentrup, Extertal, Kalletal, Lemgo, Lügde |
| 115                         | Lippe III – Höxter I                           | Vom Kreis Lippe die Gemeinden Augustdorf, Detmold, Horn-Bad Meinberg, Schieder-Schwalenberg, Schlangen, vom Kreis Höxter die Gemeinde Steinheim                                                    |
| 116                         | Höxter II                                      | Kreis Höxter ohne die Gemeinde Steinheim |
| 117                         | Paderborn I                                    | Büren, Altenbeken, Bad Lippspringe, Bad Wünnenberg, Borchen, Delbrück, Hövelhof, Lichtenau und Salzkotten                                                                                          |
| 118                         | Paderborn II                                   | Paderborn |
| Regierungsbezirk Arnsberg   |                                                | |
| 119                         | Hagen I                                        | Stadtbezirke Haspe, Nord und Hohenlimburg |
| 120                         | Hagen II                                       | Stadtbezirke Mitte und Eilpe/Dahl |
| 121                         | Ennepe-Ruhr-Kreis I                            | Breckerfeld, Ennepetal, Gevelsberg, Schwelm |
| 122                         | Ennepe-Ruhr-Kreis II                           | Hattingen, Herdecke, Sprockhövel, Wetter |
| 123                         | Ennepe-Ruhr-Kreis III                          | Witten |
| 124                         | Bochum I                                       | Stadtbezirke Nord, Ost und Mitte (teilweise) |
| 125                         | Bochum II                                      | Stadtbezirke Süd, Südwest und Mitte (teilweise) |
| 126                         | Bochum III                                     | Stadtbezirke Wattenscheid und Mitte (teilweise) |
| 127                         | Herne I – Bochum IV                            | Von Herne die Stadtbezirke Herne-Mitte (teilweise) und Sodingen, von Bochum der Stadtbezirk Mitte (teilweise)                                                                                      |
| 128                         | Herne II                                       | Von Herne die Stadtbezirke Wanne, Eickel und Herne-Mitte (teilweise) |
| 129                         | Dortmund I                                     | Stadtbezirk Innenstadt-West sowie Teile der Stadtbezirke Innenstadt-Ost, Innenstadt-Nord und Huckarde                                                                                              |
| 130                         | Dortmund II                                    | Teile der Stadtbezirke Innenstadt-Ost, Innenstadt-Nord und Hörde |
| 131                         | Dortmund III                                   | Stadtbezirke Eving, Mengede und Huckarde (teilweise) |
| 132                         | Dortmund IV                                    | Stadtbezirke Scharnhorst und Brackel |
| 133                         | Dortmund V                                     | Stadtbezirke Hörde (teilweise) und Aplerbeck |
| 134                         | Dortmund VI                                    | Stadtbezirke Hombruch und Lütgendortmund |
| 135                         | Unna I                                         | Fröndenberg, Holzwickede, Schwerte, Unna (teilweise) |
| 136                         | Unna II                                        | Bergkamen, Bönen, Kamen, Unna (teilweise) |
| 137                         | Unna III                                       | Lünen, Selm |
| 138                         | Hamm I                                         | Stadtbezirke Hamm-Mitte, Hamm-Rhynern, Hamm-Pelkum und Hamm-Herringen |
| 139                         | Hamm II – Unna IV                              | Von Hamm die Stadtbezirke Hamm-Bockum-Hövel, Hamm-Heessen und Hamm-Uentrop, vom Kreis Unna die Gemeinde Werne                                                                                      |
| 140                         | Soest I                                        | Bad Sassendorf, Ense, Lippetal, Möhnesee, Soest, Welver, Werl, Wickede |
| 141                         | Soest II                                       | Anröchte, Erwitte, Geseke, Lippstadt, Warstein |
| 142                         | Hochsauerlandkreis I – Soest III               | Vom Hochsauerlandkreis die Gemeinden Bestwig, Brilon, Hallenberg, Marsberg, Medebach, Olsberg, Winterberg, vom Kreis Soest die Gemeinde Rüthen                                                     |
| 143                         | Hochsauerlandkreis II                          | Arnsberg, Sundern |
| 144                         | Hochsauerlandkreis III – Siegen-Wittgenstein I | Vom Hochsauerlandkreis die Gemeinden Eslohe, Meschede und Schmallenberg, vom Kreis Siegen-Wittgenstein die Gemeinden Bad Berleburg, Bad Laasphe und Erndtebrück                                    |
| 145                         | Siegen-Wittgenstein II                         | Burbach, Hilchenbach, Kreuztal, Netphen, Neunkirchen, Wilnsdorf |
| 146                         | Siegen-Wittgenstein III                        | Freudenberg, Siegen |
| 147                         | Olpe                                           | Kreis Olpe |
| 148                         | Märkischer Kreis I                             | Altena, Herscheid, Meinerzhagen, Plettenberg, Werdohl |
| 149                         | Märkischer Kreis II                            | Halver, Kierspe, Lüdenscheid, Schalksmühle |
| 150                         | Märkischer Kreis III                           | Iserlohn, Nachrodt-Wiblingwerde |
| 151                         | Märkischer Kreis IV                            | Balve, Hemer, Menden, Neuenrade |